# بخش فریدپور
بخش فریدپور (به لاتین: Faridpur Division) یک منطقهٔ مسکونی در بنگلادش است. بخش فریدپور ۶٬۹۱۳٫۴۴ کیلومتر مربع مساحت دارد.